# Augusto Ruschi

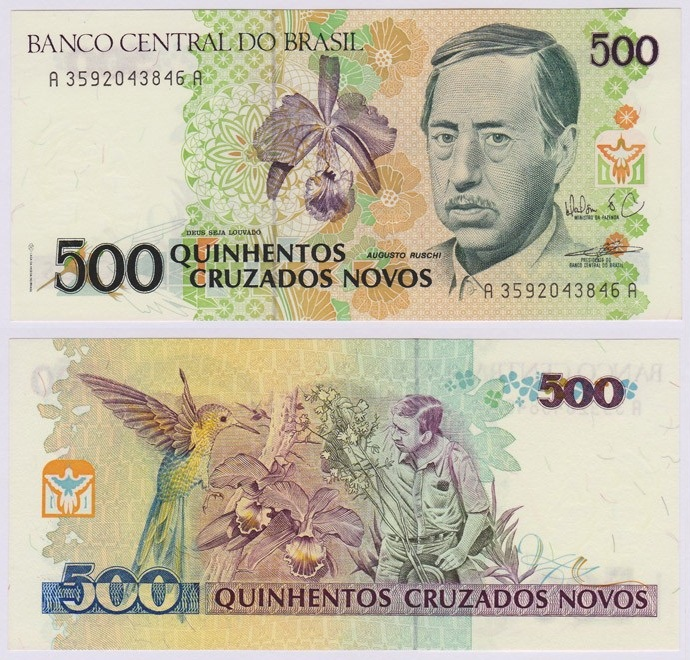
Augusto Ruschi auf einem 500 Cruzados Novos-Geldschein
(Brasilianische Währung 1989–1990)

Augusto (Gutti) Ruschi (* 12. Dezember 1915 in Santa Teresa, Espírito Santo; † 3. Juni 1986 in Vitória, Espírito Santo) war ein brasilianischer Zoologe, Botaniker und Naturschützer. Sein botanisches Autorenkürzel lautet „Ruschi“.

## Leben und Wirken
Ruschi war eines von zwölf Kindern von Giuseppe Ruschi und Maria Roatt, die von Italien nach Brasilien ausgewandert waren. Ruschi besuchte die Vorschule Escola Mista de Santa Teresa, anschließend die  Grundschule Colégio Ítalo-Brasileiro. Später besuchte er das Gymnasium Ginásio Espiritossantense in Vitória. In Campos dos Goytacazes studierte er Agrarwissenschaften und in Vitória Rechtswissenschaft. Er heiratete Maria Claíde Campos Ruschi, mit der er die beiden Söhne Alexandre Augusto Ruschi Filho sowie André Ruschi (1956–2016) hatte. Aus einer zweiten Ehe mit Marilande geb. Angeli ging ein weiterer Sohn namens Piero Ruschi hervor, der ebenfalls Biologe ist.
Wie bei seinem Vater und Großvater, die beide aus Südtirol stammten, galt auch Augusto Ruschis Leidenschaft zunächst den zahlreichen Orchideen- und Bromelienarten, die in Brasilien wachsen. Beim Beobachten der an den Bäumen hängenden Schmarotzerpflanzen sah Ruschi, wie diese bestäubt wurden. Dabei zog ihn insbesondere das Spiel der Kolibris in seinen Bann, wenn sie die Blüten umschwirrten, ihre Schnäbel und Köpfe in den Kelch tauchten und pollenbedeckt davon flogen. Augusto Ruschi galt als Mensch mit vielen Interessen. Sein Leben widmete er Studien der Flora und Fauna und dem Verschwinden des atlantischen Küstenregenwaldes in seinem Bundesstaat Espírito Santo, sowie in dem der Länder Ecuador, Venezuela und Peru. Ruschi publizierte vier Bände (1, 2, 4, 5) von Aves do Brasil. Band 3, der von Ruschi geplant war, erschien bedingt durch den Tod des Autors nie. Ruschi war Professor am Museu Nacional da Universidade Federal do Rio de Janeiro. 1959 beschrieb er die für die Wissenschaft neue Glanzamazilien-Unterart (Amazilia versicolor kubtchecki), die er Juscelino Kubitschek de Oliveira (1902–1976) widmete. 1963 folgte die Grünmaskenkolibri-Unterart (Augastes scutatus soaresi), die er dem Arzt Júlio Soares (1898–1975) widmete. Ebenfalls 1963 beschrieb er die Graubrust-Degenflügel-Unterart (Campylopterus largipennis diamantinensis). 1972 war es eine Unterart des Dunkelschattenkolibris (Phaethornis malaris margarettae), die er Margaretta Lammot DuPont Greenewalt (1902–1991) widmete. 1982 beschrieb er die Blaugrünamazilie (Amazilia rondoniae), die mittlerweile als Unterart der Glanzamazilie (Amazilia versicolor (Vieillot, 1818)) betrachtet wird. Lange wurde die Trichterohrenart Natalus espiritosantensis (Ruschi, 1951) als Art in der Literatur geführt, bis 2012 Guilherme Siniciato Terra Garbino und Adrian Tejedor herausfanden, dass nach den Internationale Regeln für die Zoologische Nomenklatur Natalus macrourus (Gervais, 1856) Namenspriorität hat. Weitere Erstbeschreibungen führten in der Wissenschaft zu zahlreichen Verwirrungen. So stellten sich beispielsweise Threntes cristina Ruschi 1975 (Syn: Schwarzkinn-Schattenkolibri), Threntes grzmeki Ruschi 1973 (Syn: Rotschwanz-Schattenkolibri) und Phaetornis nigrirostris Ruschi 1975 (Syn: immaturer Schuppenkehl-Schattenkolibri) sehr viel später als Synonyme heraus. So galt Ruschi unter Wissenschaftlern als Exzentriker. Neben seinen unzureichenden Beschreibungen, war es sein privat publiziertes Journal, das nur schwer in seinem Museum zugänglich war, welches anderen Wissenschaftlern das Leben erschwerte.
Am 26. Juni 1949 gründete Ruschi das Museu de Biologia Professor Mello Leitão in Santa Teresa, welches den Namen seines verstorbenen Freundes Cândido Firmino de Mello-Leitão (1886–1948) trägt. Ruschi publizierte fast 400 wissenschaftliche Artikel im Bereich Botanik, Mammalogie, Ornithologie sowie Anthropologie der indigenen Stämme Brasiliens. Bei sich zu Hause befand sich eine Voliere in der Crawford Hallock Greenewalt, Sr. viele Kolibris fotografierte. Die Bilder erschienen in Artikeln im National Geographic Magazine bzw. in seinem 1960 erschienenen Buch Hummingbird. Mit der Unterart Colibri delphinae greenewalti Ruschi, 1962 (Syn: Braun-Veilchenohrkolibri) ehrte er den Fotografen. Am 15. November 1962 entdeckte Ruschi an den Osthängen des Utcubamba-Flusses im nördlichen Peru die damals als ausgestorben geltende Violettscheitel-Flaggensylphe (Loddigesia mirabilis) wieder.
1957 besuchten Ruschi und der französische Ornithologe Jacques Berlioz das Natural History Museum in London, wo sich 14 Bälge  des Goldmaskenkolibris (Augastes lumachella (Lesson, RP, 1839)) befanden. Sie stellten fest, dass die Art seit einem halben Jahrhundert nicht mehr gesammelt worden war. Während Berlioz schlussfolgerte, dass die Art ausgestorben sei, war Ruschi nicht davon überzeugt. Im American Museum of Natural History fand er schließlich einen Balg mit der Ortsangabe Morro do Chapeú in Brasilien. In Brasilien gab es drei Städte mit diesem Namen. 1961 beschloss Ruschi, diejenige zu besuchen, die am Fuß eines gleichnamigen Berges liegt. Nach acht erfolglosen Tagen wollte er aufgeben, dann gelang ihm die Wiederentdeckung der Art in einer fast 200 Meter tiefen Schlucht am Wasserfall Chachoeira do Ferro Doido. Er verlängerte seinen Aufenthalt um zwei Tage und sammelte 24 Männchen und Weibchen des für ausgestorben gehaltenen Vogels.
Zu den zahlreich von ihm beschriebenen Pflanzen gehören u. a. im Jahr 1953 Neoregelia punctatissima, Neoregelia rubrifolia und Neoregelia tigrina oder im Jahr 1954 Zygostates chateaubriandii. Letztere benannte er nach Francisco de Assis Chateaubriand Bandeira de Melo (1892–1968).
Für sein Engagement zum Schutz des schnell verschwindenden tropischen Regenwaldes Brasiliens und seine wissenschaftlichen Beiträge, wurde er in seinem Heimatland und weltweit geehrt. Am 19. März 1969 wurde ihm vom italienischen Präsidenten Giuseppe Saragat der Komtur des Ordens des Sterns von Italien verliehen.
Ruschi gründete das Reserva Biológica de Santa Lúcia. Als 1977 der Gouverneur von Espírito Santo Élcio Álvares (1832–2016) eine Palmölplantage auf diesem Gebiet plante, verweigerte Ruschi den Eintritt in das Reservat. Stattdessen versprach er den Palast des Gouverneurs zu besuchen, um diesen zu erschießen. Es kam zur Anzeige durch Álvares und Ruschi schaltete seinerseits die Presse ein. Insbesondere als der Vorfall in der internationalen Presse zum Thema wurde, verabschiedete sich Álvares von seinen Plänen.
Am Ende seines Lebens wurde Ruschi sehr krank. Als er 1975 im Amazonasgebiet forschte, kam er in Kontakt mit giftigen Kröten, ein Vorfall der zu schwerwiegenden Leberproblemen führte. Der brasilianische Präsident José Sarney ließ indianische Schamane nach Brasília kommen, um Ruschi zu behandeln, aber auch ihre Bemühungen waren erfolglos. Ein behandelnder Arzt bezweifelte, dass die Kröten etwas mit der Krankheit zu tun hatten. Vielmehr vermutete er, dass eine Überdosis an Malariamedikamenten der Grund für sein Leberversagen war.

## Mitgliedschaften
Im Jahr 1960 wurde Ruschi zum Gefährten (Associate) der American Ornithologists’ Union (A.O.U.) gewählt. Im Jahr 1969 folgte die Wahl zum korrespondierenden Fellow. Außerdem war er Mitglied der Academia Brasileira de Ciências, korrespondierendes Mitglied der Sociedad Venezolana de Ciencias Naturales, Mitglied der Société des explorateurs français, Gründungsmitglied der Fundação Brasileira para Conservação da Natureza, Mitglied des Conselho de Valorização de Parques Nacionais e Reservas Equivalentes und des Instituto Brasileiro de Desenvolvimento Florestal. Ruschi erhielt ein Stipendium vom Nationalen Forschungsrat. Zusätzlich war er Mitglied in vielen weiteren brasilianischen und internationalen wissenschaftlichen Gesellschaften bzw. Vereinigungen. Als vom 15. bis 19. Juli 1957 in Livingstone der erste Pan-African Ornithological Congress stattfand, nahm Ruschi an diesem Kongress teil. Im Jahr 1960 besuchte er das Treffen der A.O.U., vom 17. bis 24. Juni 1962 den XIII International Ornithological Congress in Ithaca und vom 24. bis 30. Juli 1966 den XIV International Ornithological Congress in Oxford.

## Dedikationsnamen
Peter Weygoldt und Osvaldo Luiz Peixoto nannten 1987 die Hylinae-Art Dendropsophus ruschii nach Ruschi. Fausto Luiz de Souza Cunha und José Francisco da Cruz ehrten ihn 1979 mit dem Namen der Ruschi-Ratte (Abrawayaomys ruschii). Elton Martinez Carvalho Leme und Bruno Rezende Silva widmeten ihm 2001 die Neoregelia-Art Neoregelia ruschii,
Ludovic Jean Charles Kollmann 2003 die Begonien-Art Begonia ruschii.

## Publikationen (Auswahl)
- Morcegos do estado do Espírito Santo. Família Vespertilionidae, chave analítica para os Gêneros e espécies representadas no E. Santo. Descrição de Myotis nigricans e Myotis espiritosantensis n. sp. e algumas observações a seu respeito. In: Boletim Museu Biol. Prof. „Mello Leitão“ Santa Teresa (= Zoologie). Nr. 4, 1951, S. 1–11 (boletim.sambio.org.br [PDF; 297 kB]).
- Orquidáceas do Estado do Espírito Santo - Chave artificial e analítica para determinar as seções do gênero Laelia e Laeliocattleya e a relação das espécies de Laelia e Laelio cattleya naturais encontrados no Estado do Espírito Santo. In: Boletim Museu Biol. Prof. „Mello Leitão“ Santa Teresa (= Botâníca). Nr. 15, 1954, S. 1–3 (boletim.sambio.org.br [PDF; 53 kB]).
- Orquidáceas novas do Estado do Espírito Santo. In: Boletim Museu Biol. Prof. „Mello Leitão“ Santa Teresa (= Botâníca). Nr. 15, 1955, S. 1–4 (boletim.sambio.org.br [PDF; 108 kB]).
- A trochilifauna de Brasília, com descrição de um novo representante de Amazilla (AVES). E o primeiro povoamento com essas aves aí realizado. In: Boletim Museu Biol. Prof. „Mello Leitão“ Santa Teresa (= Biologia). Nr. 22, 1959, S. 1–16 (boletim.sambio.org.br [PDF; 497 kB]).
- A coleção viva de Trochilidae do Museu de Biologia Prof. Mello Leitão, nos anos de 1934 até 1961. In: Boletim Museu Biol. Prof. „Mello Leitão“ Santa Teresa (= Biologia). Nr. 30, 1961, S. 1–41 (boletim.sambio.org.br [PDF; 905 kB]).
- Um novo representante de Colibri (Trochilidae, Aves) da região de Andaraí no Estado da Bahia. In: Boletim do Museu de Biologia Mello Leitão. Nr. 32, 1962, S. 1–7 (boletim.sambio.org.br [PDF; 325 kB]).
- Algumas observações sôbre Augastes lumachellus (Lesson) e Augastes scutatus (Temminck). In: Boletim do Museu de Biologia Prof. Mello Leitão (= Série Biologia). Nr. 31, 1962, S. 1–24 (boletim.sambio.org.br [PDF; 1,1 MB]).
- Notes on Trochilidae: the genus Augastes. In: Proceedings XIII International Ornithological Congress: Ithaca, 17-24 June 1962. 1963, S. 141–146.
- A atual distribuição geográfica das espécies e subespécies do gênero Augastes com a descrição de uma nova sub-espécie: Augaste scutatus soaresi Ruschi  ea chave artificial e analítica para o reconhecimento das mesas. In: Boletim Museu Biol. Prof. „Mello Leitão“ Santa Teresa (= Divulgação). Nr. 4, 1963, S. 1–4 (boletim.sambio.org.br [PDF; 119 kB]).
- Um novo representante de Campylopterus (Campylopterus largipennis diamantinensis), da região de Diamantina, no Estado de Minas Gerais. In: Boletim do Museu de Biologia Prof. Mello Leitão (= Série Biologia). Nr. 39, 1963, S. 1–9 (boletim.sambio.org.br [PDF; 307 kB]).
- Nidificação de Loddigesia mirabilis (Bourcier) em cativeiro e algums observações sobre sua hibridização com Myrtis fanny fanny (Lesson). In: Boletim Museu Biol. Prof. „Mello Leitão“ Santa Teresa (= Biologia). Nr. 43, 1964, S. 1–7 (boletim.sambio.org.br [PDF; 181 kB]).
- Os movimentos controlados das retrizes exteriores em Loddigesia mirabilis (Bourcier) e o estalido produzido pelo macho. In: Boletim Museu Biol. Prof. „Mello Leitão“ Santa Teresa (= Biologia). Nr. 44, 1964, S. 1–4 (boletim.sambio.org.br [PDF; 133 kB]).
- Atual distribuição geográfica de Loddigesia mirabilis (Bourcier) e algumas observações a seu respeito (Aves. Trochilidae). In: Boletim Museu Biol. Prof. „Mello Leitão“ Santa Teresa (= Biologia). Nr. 46, 1965, S. 1–2 (boletim.sambio.org.br [PDF; 60 kB]).
- Atual distribuição geográfica de Loddigesia mirabilis (Bourcier) durante o banho e ao espreguiçar (Aves. Trochilidae). In: Boletim Museu Biol. Prof. „Mello Leitão“ Santa Teresa (= Biologia). Nr. 49, 1965, S. 1–4 (boletim.sambio.org.br [PDF; 599 kB]).
- A distribuição geográfica de Klais guimeti guimeti (Bourcier, 1843) e algumas observações sobre a sua biologia e ecologia (Trochilidae - Aves). In: Boletim do Museu de Biologia Mello Leitão (= Zoologia). Nr. 33, 1968, S. 1–9 (boletim.sambio.org.br [PDF; 197 kB]).
- Morcegos do Estado do Espírito Santo - Chaves analíticas e artificiais para determinação das famílias, gêneros, espécies e sub-espécies dos morcegos no estado, com a descrição de uma nova espécie da família Natalidae Miller,1899 da região do rio Itaúnas, em Conceição da Barra e rio Mucuri ao Sula da bahia: Natalus espirosantensis n. sp. In: Boletim Museu Biol. Prof. „Mello Leitão“ Santa Teresa (= Zoologie). Nr. 34, 1970, S. 1–11 (boletim.sambio.org.br [PDF; 366 kB]).
- Uma nova espécie de Beija-flor do E.E.Santo. In: Boletim do Museu de Biologia Prof. „Mello Leitão“ (= Zoologia). Nr. 35, 1972, S. 1–5 (boletim.sambio.org.br [PDF; 229 kB]).
- Uma nova espécie de beija-flor do Espírito Santo (Phaethornis nigrirostris). In: Boletim do Museu de Biologia Mello Leitão. Nr. 36, 1973, S. 1–3 (boletim.sambio.org.br [PDF; 390 kB]).
- Uma nova espécie de Threnetes (Aves, Trochilidae) - Threnetes grzimeki sp. n. In: Boletim Museu Biol. Prof. „Mello Leitão“ Santa Teresa (= Zoologie). Nr. 37, 1973, S. 1–6 (boletim.sambio.org.br [PDF; 197 kB]).
- Uma nova subespécie de beija-flor - Glaucis hirsuta abrawayae n. s. sp. In: Boletim Museu Biol. Prof. „Mello Leitão“ Santa Teresa (= Zoologie). Nr. 43, 1973, S. 1–3 (boletim.sambio.org.br [PDF; 64 kB]).
- Phaethornis pretrei schwarti n.s.sp. In: Boletim Museu Biol. Prof. „Mello Leitão“ Santa Teresa (= Zoologie). Nr. 82, 1975, S. 1–4 (org.br [PDF; 285 kB]).
- Agroecologia. Horizonte Editora, Brasília, D.F. 1978.
- mit Ronald Herbert Pine: Concerning certain bats described and recorded from Espírito Santo, Brazil. In: Anales del Instituto de Biología, Universidad Nacional Autónoma de México (= Zoología). Band 47, Nr. 2, 1978, S. 183–192 (researchgate.net [PDF; 2,9 MB]).
- Aves do Brasil. Band 1. Editora Rios, Princeton 1979.
- Aves do Brasil. 2 Chaves Artificiais e Analiticas. Editora Rios, São Paulo, Brasil 1981.
- Aves do Brasil. 4 Beija-flores. Expressão e Cultura, Rio de Janeiro 1982.
- Aves do Brasil. 5 Beija-flores. Expressão e Cultura, Rio de Janeiro 1982.
- Beija-Flores do Estado do Espirito Santo / Hummingbirds of State of Espirito Santo. Editora Rios, São Paulo 1982.
- Uma nova especie de beija-flor do Brasil: Amazilia rondoniae n. sp. e a chave para determinar as especies de Amazilia que ocorrem no Brasil. In: Boletim Museu Biol. Prof. „Mello Leitão“ Santa Teresa (= Zoologie). Nr. 100, 1982, S. 1–2 (boletim.sambio.org.br [PDF; 51 kB]).
- Orquídeas do Estado do Espírito Santo. Expressão e Cultura, Rio de Janeiro 1986.